# Миноносцы типа «Пегасо» (1936)
Миноносцы типа «Пегасо» / «Орса» (итал. Classe Pegaso / Orsa torpediniere) — итальянские миноносцы и эсминцы конца 1930-х годов, участвовавшие во Второй мировой войне. Изначально классифицировались как корабли сопровождения, в 1938 году получили наименование миноносцев, с 1943 стали эскадренными миноносцами. Являлись модификацией миноносцев типа «Спика». За счёт увеличения размеров и снижения мощности двигателей миноносцев возрос запас принимаемого топлива и увеличена дальность действия. Артиллерийское вооружение сократилось до двух 100-мм орудий, зато увеличено количество бомбомётов и запас глубинных бомб.
Всего было построено четыре корабля. «Пегасо» и «Проционе», затоплены экипажами во избежание захвата немцами, «Пегасо» — 11 сентября 1943 года у острова Мальорка, «Проционе» — 9 сентября того же года в Специи. «Орионе» и «Орса», несли службу и после войны (были перекласифицированы во фрегаты). Миноносцы типа «Пегасо» стали основой для создания миноносцев типа «Чиклоне».